# Ommatius incurvatus
Ommatius incurvatus là một loài ruồi trong họ Asilidae. Ommatius incurvatus được Scarbrough miêu tả năm 1993. Loài này phân bố ở vùng Tân nhiệt đới.